# فاينل فانتسي أول ذا بريفيست
فاينل فانتازي أول ذا بريفيست (باليابانية: ファイナルファンタジー:オールザブレイベスト، فاينارو فانتاجي أورو زا بوريبيسوتو، فاينل فانتازي جميع الشجعان) هي لعبة فيديو في سلسلة فاينل فانتازي طورتها شركة بيت غروف ونشرتها شركة سكوير إنكس على أجهزة آي أو إس. أدخلت اللعبة ميزات لعب وشخصيات ومواقع مختلفة عن العديد من ألعاب سلسلة فاينل فانتازي.
لقيت اللعبة استنكارا شبه عالمي، مشيرين إلى عدم وجود عمق في أسلوب اللعب، أو خاصية تشكيل الشخصيات، وعدم وجود قصة، كما أن سعر التطبيق غال جدا. ومن الإيجابيات التي ذكرت روح الدعابة في النص والحنين للألعاب الأولى التي بنيت عليها الرسومات. تم إصدار اللعبة على أندرويد في اليابان في 11 أبريل 2013 وفي أمريكا الشمالية في 12 سبتمبر 2013.